# Свемирски летачки центар Џорџ Ц. Маршал
Свемирски летачки центар Џорџ Ц. Маршал (енгл. George C. Marshall Space Flight Center), смештен у Хантсвилу, Алабама, је цивилни истраживачки центар ракетних погона и погона свемирских летелица Владе САД .  Овај свемирски центар је највећи истраживачки центар НАСА-е. Прва мисија Свемирског летачког центра је била развој ракета Сатурн за летове на програм програма Аполо . Центар Маршал је био водећи центар Насе за погон спејс-шатла и његов спољни резервоар ; товар и одговарајућу обуку посаде; пројектовање и склапање Међународне свемирске станице; и управљање рачунарима, мрежама и информацијама. Смештен је у Редстон Арсеналу близу Хантсвила, Алабама. Свемирски ценар је именован у част генерала армије Џорџа Маршала . 
Центар такође обухвата Центар за подршку операцијама у Хантсвилу, такође познат као Оперативни центар за Међународну свемирску станицу, установу која даје подршку лансирањима на Међународну свемирску станицу, товар који се носи и експерименталне активности у Свемирском центру Кенеди. Центар такође надгледа лансирање ракета из ваздухопловне базе Кејп Канаверал када је на товар Маршаловог центра у летелици.